# سیمیون اسماعیلچوک
سیمیون اسماعیلچوک (انگلیسی: Simion Ismailciuc؛ ۱۳ ژوئیه ۱۹۳۰ – ۱۹۸۶) قایقران کانو اهل رومانی بود.
وی در مسابقات کشوری و بین‌المللی در مجموع برندهٔ ۶ مدال طلا، ۲ مدال نقره شده‌است.